# Prueba de conocimientos constitucionales y socioculturales de España
La prueba de conocimientos constitucionales y socioculturales de España (CCSE)  es una de las dos pruebas que deben realizar los extranjeros que desean naturalizarse en España por razones de residencia. El artículo 22 del Código Civil de España establece, entre otros requisitos, que para la concesión de la nacionalidad española por residencia el interesado debe justificar buena conducta cívica y suficiente grado de integración en la sociedad española. Por su parte, la acreditación del suficiente grado de integración en la sociedad española requiere superar dos pruebas diseñadas y administradas por el Instituto Cervantes. De estos exámenes están exentos los menores de dieciocho años y las personas con capacidad modificada judicialmente. También pueden ser dispensadas las personas que no sepan leer ni escribir, las personas con dificultades de aprendizaje y los solicitantes que hayan estado escolarizados en España y hayan superado la educación secundaria obligatoria.
Los requisitos y fases de la tramitación de los procedimientos de concesión de la nacionalidad española por residencia constan en una Orden del Ministerio de Justicia de septiembre de 2016. Con fecha 3 de agosto de 2016 se suscribió el Acuerdo de Encomienda de Gestión del Ministerio de Justicia al Colegio de Registradores de la Propiedad, Mercantiles y de Bienes Muebles de España para la tramitación de expedientes de nacionalidad por residencia. El procedimiento de solicitud de la nacionalidad española por residencia está sujeto al pago de una tasa de 100 euros, siendo el hecho imponible la solicitud de iniciación del procedimiento, con independencia de su resultado. La gestión de la tasa corresponde al Ministerio de Justicia.

## Destinatarios de las pruebas de integración
Las dos pruebas aludidas están dirigidas a los extranjeros interesados en solicitar la nacionalidad española por residencia (art. 22 del Código Civil español). Cabe resaltar que, como regla general, para la concesión de la nacionalidad española por residencia se requiere que el extranjero haya sido titular de una autorización de residencia en España, al menos durante diez años. 
Sin embargo, son suficientes cinco años para aquellos que han obtenido la condición de refugiado. 
Son suficientes dos años de residencia legal cuando se trate de nacionales de origen de países iberoamericanos, Andorra, Filipinas, Guinea Ecuatorial o Portugal, o de sefardíes.
Es suficiente con un año de residencia legal para solicitar la nacionalidad española por residencia en los casos siguientes:
-Los/as que han nacido en territorio español.
-Los/as que no han ejercitado oportunamente la facultad de optar.
-Los/as que han estado sujetos legalmente a la tutela, guarda o acogimiento de un/a ciudadano/a o institución españoles durante dos años consecutivos, incluso si se continua en esta situación en el momento de la solicitud.
-Los/as que al tiempo de la solicitud llevan un año casados/as con español o española y no están separados/as legalmente o de hecho.
-El viudo o viuda de española o español, si a la muerte del cónyuge no existe separación legal o de hecho.
-Los/as nacidos/as fuera de España de padre o madre, abuelo o abuela, que originariamente hubieran sido españoles/as.

## Conocimiento de la lengua española
Para obtener la nacionalidad española por residencia es necesario demostrar un conocimiento básico de la lengua española (nivel A2 o superior) según el Marco Común Europeo de Referencia para las lenguas del Consejo de Europa. El interesado debe realizar un examen para la obtención del diploma español como lengua extranjera (DELE), de nivel A2 o superior.
Están exentos de realizar esta prueba los solicitantes nacionales de países o territorios en que el español sea el idioma oficial, así como los menores de dieciocho años y las personas con capacidad modificada judicialmente. Están dispensados, por tanto, a la hora de solicitar la naturalización aquellos interesados que hayan obtenido con anterioridad un diploma de español como lengua extranjera como mínimo del nivel A2, así como los nacionales de Argentina, Bolivia, Chile, Colombia, Costa Rica, Cuba, Ecuador, El Salvador, Guatemala, Guinea Ecuatorial, Honduras, México, Nicaragua, Panamá, Paraguay, Perú, Puerto Rico, República Dominicana, Uruguay y Venezuela.
También es posible acreditar el conocimiento básico de la lengua española mediante certificados académicos oficiales. Para ello debe aportarse al Instituto Cervantes los certificados oficiales de cualquiera de los niveles (básico, intermedio o avanzado) de las enseñanzas de español como lengua extranjera, expedidos por la correspondiente Administración educativa al amparo del Real Decreto 1629/2006, de 29 de diciembre, por el que se fijan los aspectos básicos del currículo de las enseñanzas de idiomas de régimen especial reguladas por la Ley Orgánica 2/2006, de 3 de mayo, de Educación. En estos casos, los interesados quedarán exentos de las pruebas de validación del dominio del español. 

## Conocimiento de la Constitución española
Además de acreditar el conocimiento de la lengua española, los solicitantes de la nacionalidad española por residencia deben acreditar el suficiente conocimiento de la Constitución española y de la realidad social y cultural de España. Es lo que se conoce como prueba de conocimientos constitucionales y socioculturales de España (CCSE).
Tanto la prueba de idioma como la de conocimientos constitucionales y socioculturales han sido incorporadas en el ordenamiento jurídico español por el Real Decreto 1004/2015, de 6 de noviembre, por el que se aprueba el Reglamento por el que se regula el procedimiento para la adquisición de la nacionalidad española por residencia. Este Real Decreto entró en vigor el 8 de noviembre de 2015. Tras un periodo transitorio y desde el 30 de junio de 2017, los interesados solo pueden presentar su solicitud de nacionalidad española por residencia a través de la correspondiente aplicación electrónica. Se trata de un procedimiento de carácter netamente administrativo, basado en la tramitación electrónica en todas sus fases y cuya instrucción corresponde a la Dirección General de los Registros y el Notariado.
A su vez, este Reglamento desarrolla la disposición final séptima de la Ley 19/2015, de 13 de julio, de medidas de reforma administrativa en el ámbito de la Administración de Justicia y del Registro Civil.

## Contenido de la prueba CCSE
La prueba consiste en la superación de un examen por el que se acredita el conocimiento de los valores históricos, constitucionales y socioculturales de España derivados de su configuración como un Estado social y democrático de Derecho que propugna como valores superiores de su ordenamiento jurídico la libertad, la justicia, la igualdad y el pluralismo político. Asimismo, mediante la superación de esta prueba se considera acreditado el conocimiento y respeto de los principios que conforman la convivencia en la sociedad española. Asimismo, también se exige que el ciudadano tenga capacidad de creatividad, por ello, una parte del examen es crear una letra original que desprenda el valor histórico, constitucional y sociocultural de España al himno nacional.
El contenido de la prueba CCSE ha sido elaborado por el Instituto Cervantes y evalúa, por medio de distintas tareas, el conocimiento de la Constitución y de la realidad social y cultural españolas. Está formada por un 60% de preguntas relativas a conocimientos sobre la Constitución y la organización administrativa y territorial de España y por un 40% de cuestiones sobre la cultura, la historia y la sociedad españolas. Todas las preguntas de esta prueba son de respuesta cerrada y tienen el mismo valor dentro del conjunto de la prueba.
La prueba CCSE puede realizase en los centros de examen reconocidos por el Instituto Cervantes para su realización, debiendo estar aprobados y publicados con carácter previo los procedimientos y plazos para solicitud de revisión de calificaciones o reclamaciones.

## Formato de la prueba CCSE
El interesado debe realizar 5 tareas en un tiempo máximo de 45 minutos, con un total de 25 preguntas de respuesta cerrada. Existen preguntas con tres opciones de respuesta, de las cuales solo una es verdadera, así como algunas donde solo hay una opción de respuesta tipo verdadero o falso. Los dos apartados en los que se divide la prueba son: a) Gobierno, legislación y participación ciudadana en España (contiene el 60% de las preguntas); y b) Cultura, historia y sociedad españolas (contiene el 40% de las preguntas).
Como las 25 preguntas tienen una sola respuesta correcta, la calificación es automática. Las respuestas correctas reciben 1 punto y las incorrectas reciben 0 puntos, no siendo penalizadas. La puntuación máxima que se puede obtener es igual al número de preguntas que contiene (25 puntos). Para superar la prueba y obtener la calificación de "apto" es necesario responder correctamente a 15 de las 25 preguntas, lo que significa el 60% de las mismas. Es posible ver un modelo de prueba CESE en la página web del Instituto Cervantes, así como un folleto con sus especificaciones. También está disponible una Guía de la prueba, un glosario de equivalencias léxicas, y un Manual formativo que es posible descargar cuando se realiza la inscripción.
En dicho manual se recoge una descripción general de la prueba CCSE, así como el inventario de contenidos. También un conjunto de 300 preguntas clasificadas por las tareas de la prueba, entre las que se seleccionan las de las pruebas que se administran cada año. El Instituto Cervantes publicó en octubre de 2017 el nuevo Manual para la preparación de la prueba, en el que ha modificado 75 de las 300 preguntas. El Manual 2018 ya se puede descargar gratuitamente y será utilizado en las convocatorias de los próximos años. 

## Procedimiento de la prueba CCSE
El examen se realiza personalmente el último jueves de cada mes a las 18.00 horas, según el huso horario local del centro examinador. Para averiguar el centro más cercano es conveniente consultar el apartado correspondiente en la web del Instituto Cervantes. Los candidatos deben presentarse con media hora de antelación con el resguardo de inscripción impreso, el documento de identidad cuyo número haya aportado al inscribirse y su pasaporte en vigor. Se exceptúan del requisito de pasaporte los ciudadanos de la Unión Europea. Las fechas de examen pueden consultarse en el apartado correspondiente de la web del Instituto Cervantes.
Los resultados de la prueba se comunican 20 días después de su realización, como regla general, pudiendo ser consultadas las calificaciones en la web del Instituto Cervantes mediante el acceso facilitado en el momento de la inscripción. Los candidatos pueden descargar una certificación electrónica de su nota, la cual cuenta con un “Código Seguro de Verificación” que permite contrastar la autenticidad de la copia en papel.
En caso de que existan disconformidades con la calificación obtenida o con los procedimientos aplicados, el candidato puede presentar una solicitud de revisión al Instituto Cervantes a través de su espacio privado. 
Por otra parte, el Instituto Cervantes puede facilitar el acceso a la prueba CCSE en condiciones especiales a aquellos candidatos que presenten algún tipo de discapacidad y no puedan realizarla según el procedimiento establecido. 
El precio de la inscripción para la prueba CCSE en 2015 se fijó en 85 euros, y se ha mantenido hasta 2017. Este precio incluye los derechos de examen, la emisión de la certificación de calificación, y el acceso a todos los materiales de preparación, incluido el manual de preparación a la prueba CCSE. Las inscripciones y su correspondiente pago deben realizarse online, tras haberse registrado el candidato en el apartado habilitado al efecto en la web del Instituto Cervantes.
La inscripción da derecho a presentarse hasta dos veces, pero solo para el supuesto de que un candidato no supere la prueba en el primer intento, o no se haya presentado en la primera convocatoria. 